# Amazonas (Peru)
Amazonas (Aymara: Amasunu; Quechua: Amarumayu) is een regio van Peru, gelegen in het noorden van het land op de grens tussen gebergte en regenwoud. De regio heeft een oppervlakte van 39.249 km² en heeft 422.629 inwoners (2015). Amazonas grenst in het noorden aan Ecuador, in het oosten aan de regio's Loreto en San Martín, in het zuiden aan La Libertad en in het westen aan Cajamarca. De hoofdstad is Chachapoyas.

## Bestuurlijke indeling
De regio is verdeeld in zeven provincies, die weer zijn onderverdeeld in 84 districten. Achter elke provincie wordt de hoofdplaats genoemd.
| Nr. | Provincie            | Inwoners | Oppervlakte | UBIGEO | Districten | Hoofdplaats         | Inwoners |
| --- | -------------------- | -------- | ----------- | ------ | ---------- | ------------------- | -------- |
| 1   | Bagua                | 76.921   | 5.653 km²   | 0102   | 6          | Bagua               | 28.165   |
| 2   | Bongará              | 33.920   | 2.870 km²   | 0103   | 12         | Jumbilla            | 1.361    |
| 3   | Chachapoyas          | 55.201   | 3.312 km²   | 0101   | 21         | Chachapoyas         | 32.026   |
| 4   | Condorcanqui         | 54.949   | 17.975 km²  | 0104   | 3          | Sta. María de Nieva | 2.510    |
| 5   | Luya                 | 51.849   | 3.237 km²   | 0105   | 23         | Lamud               | 2.386    |
| 6   | Rodríguez de Mendoza | 31.192   | 2.359 km²   | 0106   | 12         | Mendoza             | 4.989    |
| 7   | Utcubamba            | 118.597  | 3.843 km²   | 0107   | 7          | Bagua Grande        | 40.947   |

| Detailkaart |
| ----------- |
|             |
| Provincies  |

Amazonas · Áncash · Apurímac · Arequipa · Ayacucho · Cajamarca · Callao · Cuzco · Huancavelica · Huánuco · Ica · Junín · La Libertad · Lambayeque · Lima · Loreto · Madre de Dios · Moquegua · Pasco · Piura · Puno · San Martín · Tacna · Tumbes · Ucayali

Zelfstandige provincie: Lima